# Boroșneu Mare
Boroșneu Mare es una comuna ubicada en el distrito de Covasna, Rumania.

## Superficie
Posee una superficie de 65,36 kilómetros cuadrados.

## Demografía
Hasta 2021 la población era de 3186 habitantes, con una densidad de población de 48,75 habitantes por kilómetro cuadrado.